# Atleta di forza
L'atleta di forza è un atleta che incentra il suo allenamento sullo sviluppo della forza e della potenza muscolare. Le maggiori discipline in cui tali caratteristiche giocano un ruolo primario sono il sollevamento pesi, il powerlifting, il getto del peso, il lancio del martello e del disco. Ad esse si possono aggiungere eventi minori, seppur diffusi a livello internazionale, come le competizioni strongman e il braccio di ferro.